# Es ist euch gut, daß ich hingehe, BWV 108

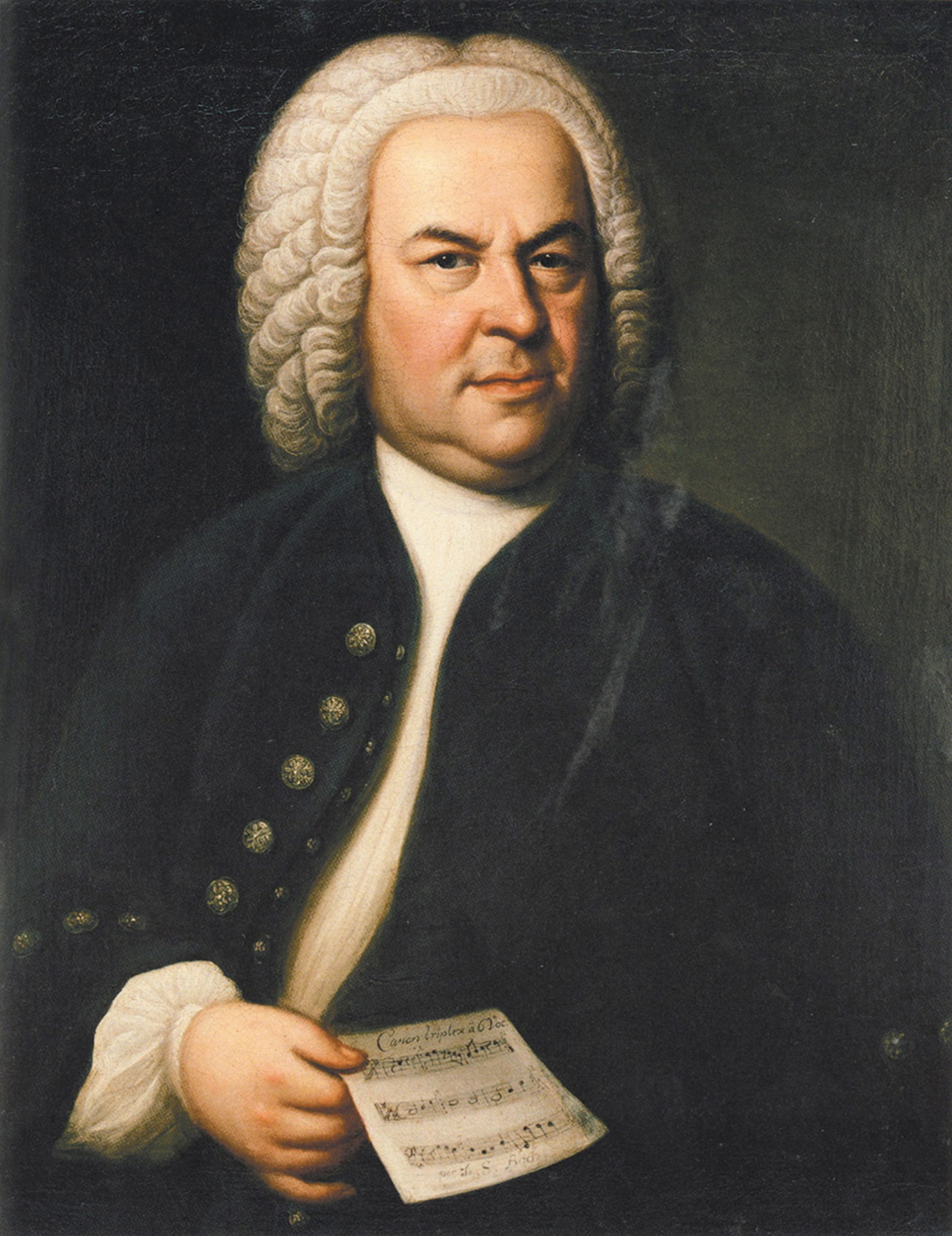
Johann Sebastian Bach, compositor de la cantata.

Es ist euch gut, daß ich hingehe, BWV 108 (en español, Es bueno para ti que me vaya), es una cantata de iglesia compuesta por Johann Sebastian Bach en Leipzig para el domingo Cantate, el cuarto domingo después de Pascua, y la representó por primera vez el 29 de abril de 1725.
Es la segunda de nueve cantatas sobre textos de Christiana Mariana von Ziegler, con quien colaboró al final de su segundo ciclo de cantatas. Ella usó dos citas del Evangelio prescrito del Discurso de Despedida y cerró la cantata con una estancia de «Gott Vater, sende deinen Geist» de Paul Gerhardt. El tema es la predicción de Jesús de su partida y la venida del Espíritu Santo como consolador. El primer anuncio lo canta el bajo como la vox Christi, el segundo, en el centro de la obra, el coro en tres fugas combinadas en estilo motete pero unificado por temas similares. Bach marcó la cantata para tres solistas vocales (alto, tenor y bajo), un coro de cuatro partes y un conjunto instrumental barroco de dos oboes de amor, cuerdas y bajo continuo. Utilizó elementos de figuralismo, como notas muy largas para ilustrar una creencia firme y motivos de suspiros interrumpidos por descansos para ilustrar el corazón que desea.

## Historia y texto

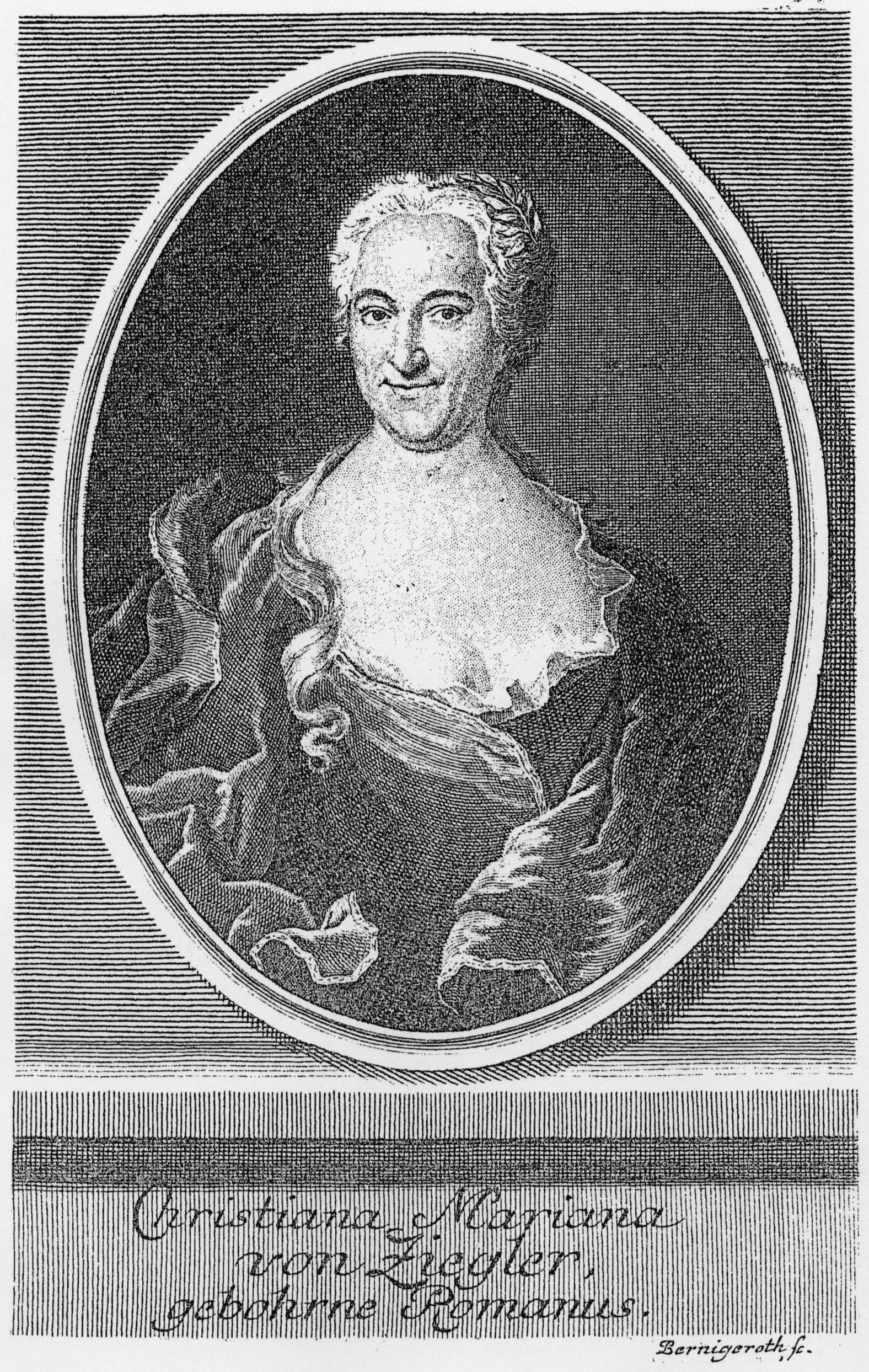
Christiana Mariana von Ziegler fue la libretista de la cantata.

Bach compuso la cantata en su segundo año en Leipzig para el cuarto domingo después de Pascua, llamado Cantate. Las lecturas prescritas para el domingo fueron de la Epístola de Santiago, «Toda buena dádiva viene del Padre de las luces» (Santiago 1:17-21), y del Evangelio de Juan, Jesús anuncia al Consolador en su Discurso de Despedida (Juan 16:5-15). En su segundo año Bach había compuesto cantatas corales entre el primer domingo después de la Trinidad y el Domingo de Ramos, pero para Pascua volvió a las cantatas sobre textos más variados, posiblemente porque perdió a su libretista.
Entre Pascua y Pentecostés, la congregación de Bach escuchó una serie de nueve cantatas con textos de una nueva libretista, Christiana Mariana von Ziegler. Como el intervalo promedio entre las representaciones fue de menos de una semana (no fueron solo los domingos, hubo otras adicionales para el Día de la Ascensión y Pentecostés), Bach pudo haber compuesto a un ritmo intenso, aunque no se sabe cuándo comenzó a trabajar en ellas. La primera de la serie fue Ihr werdet weinen und heulen, BWV 103, seguida una semana más tarde por Es ist euch gut, daß ich hingehe. Comienza con un solo de bajo como vox Christi entregando una cita del evangelio (Juan 16:7); aparece una segunda cita en el cuarto movimiento (Juan 16:13). Los movimientos segundo y tercero tratan de la esperanza de salvación y el quinto movimiento es una oración pidiendo guía hasta la muerte. El poeta utiliza como el cierre coral la décima estancia del himno de Paul Gerhardt Gott Vater, deinen sende Geist (1653), que expresa la fe en la guía de Dios.

### Publicación
El texto de la cantata se publicó en 1728 en la primera colección de Ziegler, Versuch in gebundener Schreibart. La versión propuesta por Bach fue ligeramente diferente, ya que aquí acortó el texto como en otras cantatas de la misma libretista. La música sobrevivió en un manuscrito holográfico, pero no se publicó hasta 1876 cuando la cantata apareció en la primera edición completa de la obra de Bach de Bach Gesellschaft.

## Estructura y partitura
Bach estructuró la cantata en seis movimientos, comenzando con una cita bíblica para la vox Christi, Jesús hablando. Al conjunto de aria y recitativo le sigue un coro en otra cita bíblica del evangelio, mientras que un aria conduce a la coral final. Bach compuso la obra para tres solistas vocales (alto (A), tenor (T) y bajo (B)), un coro de cuatro partes y un conjunto instrumental barroco de dos oboes de amor (Oa), dos violines (Vl), viola (Va) y bajo continuo. La duración de la cantata es de 20 minutos.
En la siguiente tabla de movimientos, la puntuación sigue la Neue Bach-Ausgabe. Las tonalidades y compases se han tomado de Alfred Dürr, usando el símbolo de tiempo común (4/4). No se muestra el bajo continuo, ya que toca en todo momento.
| N.º | Título                                              | Texto      | Tipo       | Vocal | Oboe | Cuerdas | Tonalidad          | Tiempo            |
| --- | --------------------------------------------------- | ---------- | ---------- | ----- | ---- | ------- | ------------------ | ----------------- |
| 1   | Es ist euch gut, daß ich hingehe                    | Juan 16:7  | Aria       | B     | Oa   | 2Vl Va  | la mayor           | cuatro por cuatro |
| 2   | Mich kann kein Zweifel stören                       | anónimo    | Aria       | T     |      | Vl      | fa sostenido menor | cuatro por cuatro |
| 3   | Dein Geist wird mich also regieren                  | anónimo    | Recitativo | T     |      |         |                    | cuatro por cuatro |
| 4   | Wenn aber jener, der Geist der Wahrheit kommen wird | Juan 16:13 | Coro       | SATB  | 2Oa  | 2Vl Va  | re mayor           | cuatro por cuatro |
| 5   | Was mein Herz von dir begehrt                       | anónimo    | Aria       | A     |      | 2Vl Va  | si menor           | 6 8               |
| 6   | Dein Geist, den Gott von Himmel gibt                | Gerhardt   | Coral      | SATB  | 2Oa  | 2Vl Va  | si menor           | cuatro por cuatro |

## Música
La cantata presenta similitudes con la que Bach escribió el año anterior para la misma ocasión, Wo gehest du hin?, BWV 166.

### «Es ist euch gut, daß ich hingehe»
Las similitudes comienzan con el primer movimiento, que al igual que el de la cantata del año anterior, se le da al bajo como vox Christi. El movimiento es la cita del versículo 7 del evangelio, que comienza: «Es ist euch gut, daß ich hingehe; denn so ich nicht hingehe, kömmt der Tröster nicht zu euch» (Es bueno que te deje; porque si yo no fuera, el Consolador no vendría a ti). Está entre aria y arioso. Un oboe de amor como instrumento obbligato toca melodías extendidas. La voz y el oboe comparten el material musical y transmiten «el estado de ánimo de duelo por la despedida».

### «Mich kann kein Zweifel stören»
La siguiente aria, «Mich kann kein Zweifel stören» (Sin duda me puede molestar), está dominada por un virtuoso solo de violín. Las palabras «Ich glaube» (creo) están ilustradas por notas muy largas en la voz, mientras que una línea de bajo ostinato representa «firmeza» de una manera diferente. El musicólogo Julian Mincham señala que Bach usa la tonalidad fa sostenido menor selectivamente, «a menudo para movimientos lentos de gran fuerza expresiva», por ejemplo para el aria alto «Buß und Reu» de su Pasión según San Mateo.

### «Dein Geist wird mich also regieren»
Un recitativo secco breve expresa «Dein Geist wird mich also regieren, daß ich auf rechter Bahne geh» (Así Tu Espíritu me guiará, para que camine por el camino correcto).

### «Wenn aber jener, der Geist der Wahrheit kommen wird»
La siguiente cita bíblica, el versículo 13 del evangelio, «Wenn aber jener, der Geist der Wahrheit, kommen wird, der wird euch in alle Wahrheit leiten» (Pero cuando ese, el Espíritu de la Verdad, venga, Él guiará a toda verdad) la interpreta el coro. Está dividida en tres secciones, similar a una forma da capo. Las tres partes son fugas, combinadas en estilo motete, los instrumentos tocan principalmente colla parte con las voces. La segunda sección comienza «Denn er wird nicht vom ihm selber reden» (porque no hablará por su propia cuenta). La tercera sección expresa «und was zukünftig ist, wird er verkündigen» (y lo que vendrá, Él lo predecirá), sobre un tema de fuga similar al primero, dando al movimiento un «sentimiento de unidad».

### «Was mein Herz von dir begehrt»
La última aria, «Was mein Herz von dir begehrt» (Lo que mi corazón desea de Ti), está acompañada por las cuerdas, dominada por el primer violín. La palabra «Herz» (corazón) se traduce en motivos de suspiros, intensificados por los siguientes silencios.

### «Dein Geist, den Gott von Himmel gibt»
La coral de cierre, «Dein Geist, den Gott vom Himmel gibt, der leitet alles, was ihn liebt» (Tu Espíritu, que Dios envía desde el cielo, guía a todo lo que lo ama), es un escenario de cuatro partes en el melodía de «Kommt her zu mir, spricht Gottes Sohn». La línea de graves avanza constantemente.